# ديلو
 ديلو (بالإنجليزية: DELO Industrie Klebstoffe GmbH & Co. KGaA) هي شركة رائدة في مجال المواد اللاصقة الصناعية ومعدات الاستغناء عن المواد اللاصقة ومعالجتها. يقع مقر الشركة بالقرب من ميونيخ، ألمانيا، وتوظف 780 شخصًا. تعمل في جميع أنحاء العالم من شركات تابعة في الولايات المتحدة والصين وسنغافورة واليابان بالإضافة إلى مكاتب تمثيلية في كوريا الجنوبية وتايوان وماليزيا. يشمل العملاء بورشه وهواوي وسوني.

## تاريخ
- 1961 مؤسسة
- 1997 خلال عملية شراء الإدارة، أصبحت ديلو شركة مستقلة
- 2004 إنشاء مكتب تمثيلي في شنغهاي / الصين
- 2005 إنشاء مكتب تمثيلي في سنغافورة
- 2008 تأسيس شركة تابعة في بوسطن، الولايات المتحدة الأمريكية
- 2012 تأسيس شركة تابعة في سنغافورة
- 2013 تأسيس شركة تابعة في شنغهاي، الصين
- 2017 تأسيس شركة تابعة في يوكوهاما، اليابان

## روابط خارجية
- الموقع الرسمي